# Johan Zebeda
Johan Zebeda, alias Zebe (3 mei 1941 - 10 oktober 1987), was een Surinaams zanger en drummer. Hij wordt beschouwd als een stonfutu (steunpilaar) van de kawinamuziek.

## Biografie
Zebeda begon op zijn twaalfde als drummer met optredens in bands met volwassenen. In die jaren werd hij geregeld meegenomen naar een pili-prey, oftewel een optreden waarin geïmproviseerd werd.
De Surinaamse kawinazanger Big Jones vormde een grote inspiratie voor hem. Beide artiesten gelden als de eersten die kawinamuziek op de plaat zetten. De radiomaker en producer Werner Duttenhofer nam met hem een elpee op die onder stimulans van Duttenhofer op allerlei radiostations werd gedraaid. Dit was een tegenstelling met de tijd ervoor, waarin kawina nog een ondergeschoven kindje was.
Daarnaast sloot Zebeda zich aan bij de culturele vereniging NAKS, die ontdekte dat Zebeda naast drummer ook een goede zanger was. Ook NAKS ondersteunde hem in plaatopnames en in de jaren 1970 maakte Zebeda zijn meest populaire jaren door als artiest.  Er kwamen aanvragen uit het hele land en theater Thalia organiseerde speciale Kawina Nights. Tijdens een Kawina Competition behaalde Zebeda in naam van NAKS de eerste prijs. Met zijn veelbesproken nummer Lena fu maka olo stond hij op nummer 1 in verschillende hitlijsten. Met de kawinaband van NAKS trad hij ook op in folkloristische shows in de Cariben, Latijns-Amerika en Europa. In 1982 richtten hij en Pa Monti (Eddie Struiken) de kawinagroep Monti Boys op, die ze later voortzetten als Monti Krioro.
Hij wordt wel een stonfutu (steunpilaar) van de kawina genoemd en stimuleerde daarnaast de wintimuziek onder jongeren. Sinds 1980 werkte hij voor het ministerie van Cultuur. Hij deelde hij zijn kennis over de Afro-Surinaamse cultuur en ondersteunde op dit gebied studenten en onderzoekers. In en rond Paramaribo gaf hij jongeren les in kawina. Hierdoor werd hij de inspiratie voor de latere kawinagroep Sukru Sani.
In 1987 overleed hij na een kort ziekbed. Hij is 46 jaar oud geworden.
Op op 3 mei 2015, zijn 74e geboortedag, werd een muzikaal eerbetoon aan Zebeda gehouden in Fort Zeelandia. In 2018 was hij een van de Surinamers op de Iconenkalender.